# Gëzim Kasmi
Gëzim Kasmi (* 25. Juli 1942 in Tirana; † 17. Oktober 2016 ebenda) war ein albanischer Fußballspieler.

## Karriere

### Verein
Kasmi begann 1960 seine Karriere beim  Verein 17 Nëntori Tirana. Mit dem Klub gewann er viermal die albanische Meisterschaft in den Jahren 1965, 1966, 1968 und 1970. 1967 wurde Kasmi, als 17 Nëntori zu erfolgreich wurde, für 18 Monate zum Militärdienst nach Skrapar geschickt, da die kommunistische Staatsführung die Stadtrivalen FK Partizani Tirana (Verteidigungsministerium) und Dinamo Tirana (Innenministerium) gegenüber dem Traditionsverein bevorzugte. Während der Militärzeit spielte er gelegentlich für den Lokalverein 5 Shtatori aus Çorovoda. Danach kehrte Kasmi zu 17 Nëntori zurück und spielte dort bis 1972.

### Nationalmannschaft
Für die albanische Nationalmannschaft absolvierte Kasmi zwischen 1963 und 1971 insgesamt acht Länderspiele. Sein Debüt gab er am 3. Juni 1963 bei einem Qualifikationsspiel zu den Olympischen Spielen gegen Bulgarien. Sein letzter Einsatz für das Nationalteam erfolgte am 13. Mai 1971 in einem Freundschaftsspiel gegen Rumänien.